# Paolina Secco Suardo
Paolina Secco Suardo, comtesse Grismondi, née le 11 mars 1746 à Bergame, morte dans la même ville le 27 mars 1801, est une mécène et poétesse italienne. Elle est également connue sous le pseudonyme de Lesbia Cidonia.

## Biographie
Son père, le comte Bartolomeo, et sa mère, Caterina, de la famille noble des Terzi de Bergame, encouragent très tôt leur fille à étudier et à se consacrer à la poésie.
En 1764, elle épouse le comte Luigi Grismondi. Elle fréquente les salons littéraires et s'intéresse à l'art dramatique. Elle crée une petite troupe théâtrale et, entre 1775 et 1777, séjourne à Vérone afin de se former auprès d'Alessandro Carli (it) et de Girolamo Pompei. Dans cette même ville, elle devient l'amie du poète Ippolito Pindemonte. En partie grâce à l'appui de ce dernier, elle est élue 11 mars 1779 à l'Académie d'Arcadie, où elle prend le pseudonyme de Lesbia Cidonia, surnom peut-être suggéré par Pindemonte dans le texte A Paolina Grismondi tra gli arcadi Lesbia Cidonia, lettre en vers qu'il lui adresse.